# Rod Frawley
Rod Frawley (Brisbane, 8 settembre 1952) è un ex tennista australiano.

## Carriera
È riuscito a vincere sei titoli nel circuito principale, uno in singolare e cinque nel doppio maschile. Nei tornei dello Slam ha ottenuto una inaspettata semifinale durante il Torneo di Wimbledon 1981 dove si arrese al futuro campione John McEnroe.
Ha raggiunto ottimi risultati anche nello Slam di casa con i quarti raggiunti nel 1979 in singolare e per quattro volte nel doppio.
In Coppa Davis ha giocato, e vinto, un solo match con la squadra australiana nel 1980.

## Statistiche

### Singolare

#### Vittorie (1)
| Numero | Data            | Torneo                          | Superficie | Avversario in finale | Punteggio   |
| 1.     | 10 gennaio 1982 | South Australian Open, Adelaide | Erba       | Lloyd Bourne         | 2-6 6-3 6-2 |

### Doppio

#### Vittorie (5)
| Numero | Data            | Torneo                                  | Superficie  | Compagno           | Avversari in finale           | Punteggio        |
| 1.     | 21 ottobre 1979 | Australian Indoor Championships, Sydney | Cemento     | Francisco González | Vijay Amritraj Pat Du Pré     | Abbandono        |
| 2.     | 7 gennaio 1980  | Heineken Open, Auckland                 | Cemento     | Peter Feigl        | John Sadri Tim Wilkison       | 6-2, 7-5         |
| 3.     | 15 giugno 1980  | Queen's Club Championships, Londra      | Erba        | Geoff Masters      | Paul McNamee Sherwood Stewart | 6-2, 4-6, 11-9   |
| 4.     | 11 ottobre 1981 | Brisbane International, Brisbane        | Erba        | Chris Lewis        | Mark Edmondson Mike Estep     | 7-5, 4-6, 7–6(4) |
| 5.     | 3 maggio 1982   | WCT Spring Finals, Hilton Head          | Terra rossa | Mark Edmondson     | Alan Waldman Van Winitsky     | 6-1, 7-5         |